# Prinshuset, Ronneby
Prinshuset är en kulturhistorisk byggnad vid Esplanaden i Ronneby som fått sitt namn efter att dåvarande Oscar Bernadotte med familj bebodde. Bostadshuset ingår i ett bebyggelsesammanhang med flera representativa byggnader längs Esplanaden tillsammans med dåvarande Folkskola, Kockumvillan, gamla Tingshuset och tidigare regementsbyggnader vid Blekinge bataljon längs amma gata. Bostadshuset uppfördes under åren 1909-1911 och stod ursprungligen vid Kungsbron i Karlskrona men flyttades från platsen i samband med att residensbyggnaden skulle uppföras på samma plats. Dokumentationen av flytten är något oklar men tillgängliga arkivhandlingar visar att huset i samband med flytten fick sin putsade fasad efter att ursprungligen varit försedd med en träfasad. Byggnaden fick då drag av den vid tiden moderna jugendstilen. Nästa förändring av byggnadens utseende skedde 1917 då fasaden ändrades på nytt till en nyklassicistisk still tillsammans med att en rad mindre tillbyggnader gjordes. Byggnaden fick då sinta typiska karaktärsdrag med obruten takfot med tandsnitt, markerade husknutar och sockel. En bevarad fasaddetalj är förutom kulören också det så kallade tympanonfält kannelerade pelare.

## Kulturhistoriskt värdefull byggnad
Ronneby kommun har sedan 2015 arbetat med planläggning av kvarteret Leoparden där Prinshuset ligger och har i samband med detta arbete konstaterat att byggnad har ett kulturhistoriskt värde. Kommunens förslag är att skydda kulturmiljön runt byggnaden och byggnadens många oförvanskade detaljer, samtidigt som en viss förtätning tillåts av kvarterets bebyggelse. Kommunen har genom arbetet bland annat konstaterat att byggnaden har värdefulla takmålningar som avses att skyddas genom den nya detaljplanen för kvarteret.

### Digitala källor
- Ronneby kommuns arbete med ny detaljplan för kv. Leoparden
- Riksantikvarieämbetet om Prinshuset